# Аношин, Михаил Степанович
Михаил Степанович Аношин (20 ноября 1915, Симбирск — 9 июля 1939, Монгольская Народная Республика) — старший механик-водитель танка «БТ-5» 1-й роты 1-го танкового батальона 11-й лёгкой танковой бригады 1-й армейской группы, младший комвзвод.

## Биография
Родился в семье рабочего, русский. Образование неполное среднее, окончил 5 классов семилетней школы. С 1933 года работал слесарем-механиком на Ульяновском хлебозаводе.
Осенью 1936 призван в ряды Красной Армии, служил в одной из бронетанковых частей Забайкальского военного округа. Окончил школу младшего начальствующего состава 11-го механизированного корпуса, был механиком-водителем танка. По окончании срочной военной службы остался на сверхсрочную.
С 11 мая 1939 года принимал участие в боях с японскими милитаристами на реке Халхин-Гол (Монголия).
3 июля 1939 года старший механик-водитель танка «БТ-5» 1-й роты 1-го танкового батальона 11-й танковой бригады (1-я армейская группа) кандидат в члены ВКП(б), младший комвзвод М. С. Аношин провёл свой танк на всю глубину обороны противника, но завяз в болоте. Командир танка был убит. Вместе с экипажем другого танка бойцы во главе с М. С. Аношиным более суток вели бой с противником, а затем прорвались к своим. В бою 9 июля 1939 года танкист погиб. Похоронен в городе Ундэр-Хан (Монгольская Народная Республика).
За мужество и героизм, проявленные при выполнении воинского и интернационального долга, младшему комвзводу Аношину Михаилу Степановичу 29 августа 1939 года посмертно присвоено звание Героя Советского Союза.

## Награды
- Медаль «Золотая Звезда» Героя Советского Союза
- Орден Ленина.

## Память
- Зачислен в списки почётных красноармейцев воинской части.
- Именем Героя Советского Союза М. С. Аношина назван переулок в городе Ульяновске.
- Имя Михаила Степановича Аношина есть на Торжественной стене обелиска «30 лет Победы» Ульяновск.